# Óscar Javier Morales
Óscar Javier Morales Albornoz (Montevideo, Uruguay, 29 de marzo de 1975) es un exfutbolista uruguayo. Debutó en el Club Atlético Cerro, donde había hecho las divisiones inferiores. Además, tuvo una extensa carrera en el Club Nacional de Football, donde se caracterizó por su juego aguerrido en la mitad de la cancha. Su último equipo fue Villa Teresa de la Segunda División de Uruguay. 
Posteriormente fue ayudante de campo de Eduardo Acevedo, acompañándolo en Cerro y en Defensor Sporting.
Actualmente es el secretario técnico del Club Nacional de Football.

## Clubes
| Club             | País      | Año       |
| ---------------- | --------- | --------- |
| Cerro            | Uruguay   | 1996—1998 |
| Nacional         | Uruguay   | 1999—2005 |
| Real Valladolid  | España    | 2005—2006 |
| Málaga CF        | España    | 2006—2007 |
| Nacional         | Uruguay   | 2007—2010 |
| Quilmes          | Argentina | 2010-2011 |
| Cerro            | Uruguay   | 2011—2012 |
| Miramar Misiones | Uruguay   | 2012—2013 |
| Villa Teresa     | Uruguay   | 2013      |

## Palmarés
| Título                          | Club             | País    | Año       |
| ------------------------------- | ---------------- | ------- | --------- |
| Segunda División de Uruguay     | Cerro            | Uruguay | 1998      |
| Torneo Apertura                 | Nacional         | Uruguay | 2000      |
| Primera División de Uruguay     | Nacional         | Uruguay | 2000      |
| Torneo Clausura                 | Nacional         | Uruguay | 2001      |
| Primera División de Uruguay (2) | Nacional         | Uruguay | 2001      |
| Torneo Apertura                 | Nacional         | Uruguay | 2002      |
| Primera División de Uruguay (3) | Nacional         | Uruguay | 2002      |
| Torneo Apertura                 | Nacional         | Uruguay | 2003      |
| Torneo Apertura                 | Nacional         | Uruguay | 2004      |
| Primera División de Uruguay (4) | Nacional         | Uruguay | 2005      |
| Liguilla Pre-Libertadores       | Nacional         | Uruguay | 2008      |
| Torneo Apertura                 | Nacional         | Uruguay | 2008      |
| Primera División de Uruguay (5) | Nacional         | Uruguay | 2008-09   |
| Torneo Apertura                 | Nacional         | Uruguay | 2009      |
| Segunda División de Uruguay     | Miramar Misiones | Uruguay | 2012–2013 |